# IC 1473
IC 1473 је лентикуларна галаксија у сазвјежђу Пегаз која се налази на листи објеката дубоког неба у Индекс каталогу.
Деклинација објекта је + 29° 38' 35" а ректасцензија 23h 11m 5,2s. Привидна величина (магнитуда) објекта IC 1473 износи 12,9 а фотографска магнитуда 13,9. IC 1473 је још познат и под ознакама UGC 12404, MCG 5-54-43, CGCG 496-52, IRAS 23086+2922, PGC 70633.